# Joe Vannelli

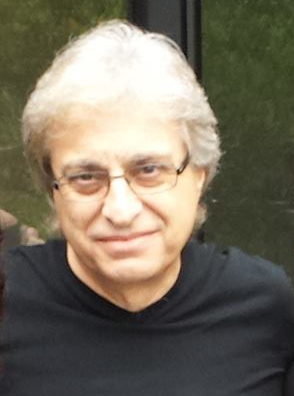
Joe Vannelli

Joe Vannelli (* 28. Dezember 1950 in Montreal, Kanada) ist ein kanadischer Musiker, Komponist und Plattenproduzent. Er wirkte an den meisten Aufnahmen seines Bruders Gino Vannelli mit, und in Zusammenarbeit mit seinem jüngsten Bruder Ross Vannelli haben die drei zahlreiche Preise gewonnen.

## Musikalische Laufbahn
Vannelli studierte Musiktheorie in Montreal und erlernte das Klavierspiel. Er wurde von Künstlern wie Bill Evans, Oscar Peterson, Dave Brubeck und Erroll Garner beeinflusst. In den 1970er Jahren entwickelte er ein Interesse an elektronischen Instrumenten; er war einer der ersten Musiker, die den Synthesizer sowohl im Studio wie auch auf der Bühne spielte. An den meisten Alben seines Bruders Gino Vannelli war er als Komponist, Produzent, Arrangeur, Programmierer und Tontechniker beteiligt.
Gino und Joe Vannelli zogen 1972 nach Los Angeles in der Hoffnung, einen Plattenvertrag zu bekommen. Gino Vannelli gelang es schließlich Herb Alpert, den Miteigentümer von A&M Records, auf einem Parkplatz abzupassen und ihm ein Demotape zu überreichen. Alpert nahm Vannelli unter Vertrag und veröffentlichte im Sommer 1973 sein Debütalbum Crazy Life.

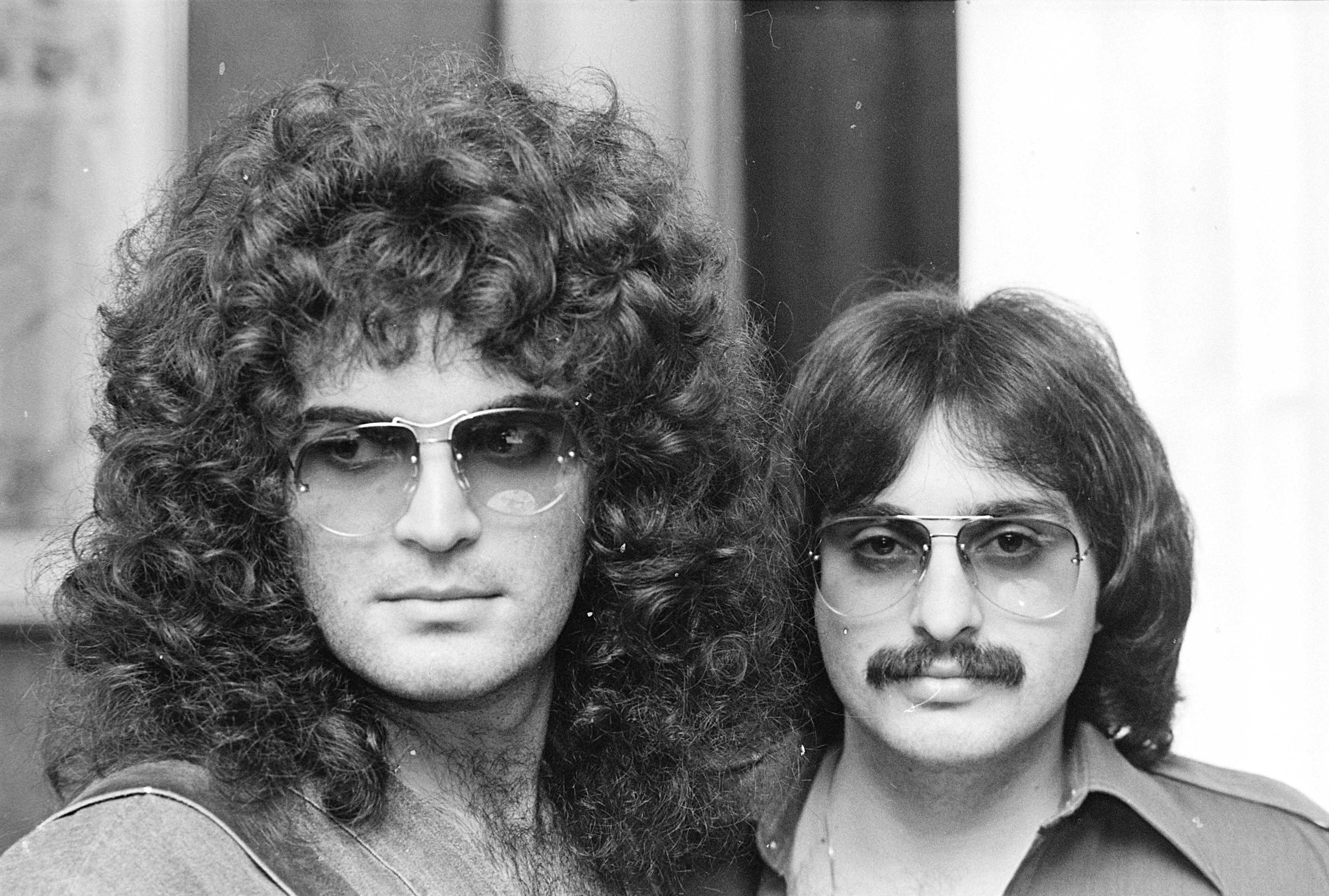
Gino und Joe Vannelli in Amsterdam, 1977

Während der meisten Zeit von Ginos Karriere war Joe sein Keyboarder und Arrangeur. In den frühen 1970er Jahren spielte Joe die meisten Keyboard-Parts ein, um den gewissen progressiven Sound der frühen 1970er Jahre zu erzeugen. Zu dieser Zeit gab es noch keine polyphonen Synthesizer.
Zusammen mit Gino produzierte er 1986 das Album Chronology für David Meece, das auf Myrrh Records erschien und schrieb mit an den Titeln Seventy Times Seven und Come That Day. Vannelli und Burton Cummings co-produzierten 2008 Cummings’ Album Above the Ground, das die erste Albumveröffentlichung für Cummings seit etwa 18 Jahren war.
2007 war er Co-Produzent von Find Your Own Way Home für REO Speedwagon. 2009 produzierte er für die gleiche Gruppe Not So Silent Night...Christmas with REO Speedwagon.
Vannelli hat sechs Juno Awards gewonnen und war für mehrere Grammy Awards nominiert, darunter einen für das beste Arrangement. Eine Juno-Auszeichnung war für den „Recording Engineer of the Year“. Diesen teilte er sich mit seinem anderen Bruder Ross für Black Cars, das auf Gino Vannellis gleichnamigem Album erschien. Im folgenden Jahr kamen weitere Auszeichnungen für Wild Horses und Young Lover hinzu.
Neben seiner Arbeit mit seinen beiden Brüdern wurde er von vielen Künstlern wie Chaka Khan, Eartha Kitt, Gary Morris, David Meece, Kudasai, Marilyn Scott, Jimmy Haslip, REO Speedwagon, Brenda Russell, Pat Thomi, Don Sebesky, Kit Chan, Bill Meyers, Gianni Bella und Glenn Jones verpflichtet.
Heute hat Joe Vannelli ein Tonstudio in Agoura Hills, Kalifornien, namens Blue Moon Studio.

## Diskografie (Auswahl)
- 2000: Red Heat (mit Jimmy Haslip)
- 2010: Nightfall (mit Jimmy Haslip)[12]